# 1. Wiener Neustädter SC (2008)
|  | No s'ha de confondre amb 1. Wiener Neustädter SC. |

El 1. Wiener Neustädter SC, anteriorment Sportclub Wiener Neustadt, és un club de futbol austríac de la ciutat de Wiener Neustadt.

## Història

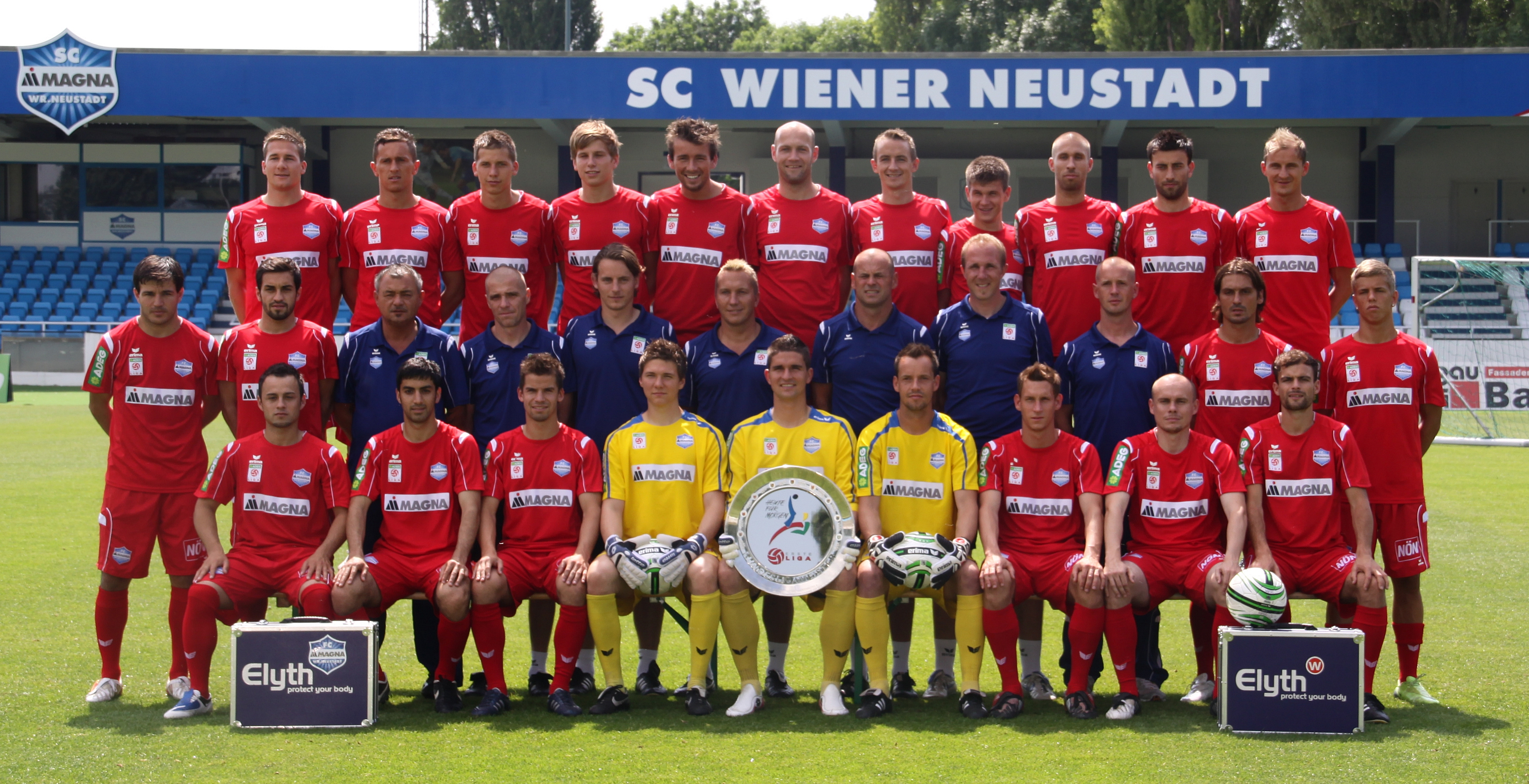
SC Magna Wiener Neustadt - 2008-09, campió de la Segona Divisió.

S'anomena FC Magna Wiener Neustadt pel patrocini de l'empresa Magna, obtenint el dret a participar en l'Erste Liga quan, després del col·lapse del club SC Schwanenstadt (1946-2008) per problemes financers, la seva llicència fou comprada per Magna l'any 2008. El 19 de maig l'empresari Frank Stronach, fundador de Magna International, fou elegit president del club.
El primer partit de lliga fou disputat el 12 de juliol de 2008 enfront del descendit FC Wacker Innsbruck i perdé per 0-3. La resta de la temporada acabà amb el títol a la categoria i l'ascens a la Primera Divisió (Bundesliga). A les darreries de l'any 2008, el club 1. Wiener Neustädter SC decidí fusionar-se amb el FC Magna, essent el nou club anomenat SC Magna Wiener Neustadt, des de l'1 de juliol de 2009. L'any 2010, Magna decidí incorporar-se a un altre club, l'SK Sturm Graz. L'any 2019 es convertí en 1. Wiener Neustädter SC
Evolució del nom:
- 2008:  FC Magna Wiener Neustadt
- 2009: SC Magna Wiener Neustadt
- 2009: SC Wiener Neustadt
- 2019: 1. Wiener Neustädter SC

## Futbolistes destacats
- Saso Fornezzi

## Entrenadors
- 2008-2009  Helmut Kraft
- 2009-2011  Peter Schöttel
- 2011-2012  Peter Stöger
- 2012-avui  Heimo Pfeifenberger

## Palmarès
- Erste Liga (Segona Divisió):
  - 2008-09